# Vladimír Leraus
Vladimír Leraus (28. července 1905 Beroun – 29. června 1991 Praha) byl český divadelní a filmový herec, účastník rozhlasového vysílání v mezinárodním jazyce esperanto „Verda Stacio“.

## Život
Studoval na Filozofické fakultě Univerzity Karlovy v Praze a současně navštěvoval hodiny herectví u herečky Národního divadla Anny Suchánkové (1886–1969). Studia vysoké školy nedokončil a věnoval se plně divadlu. V letech 1927 až 1929 působil v činohře Slovenského národního divadla v Bratislavě, v letech 1929–1932 ve Státním divadle v Ostravě, následně až do roku 1941 v činohře Zemského divadla v Brně. V letech 1941–1952 byl členem uměleckého souboru Městského divadla na Královských Vinohradech, od roku 1952 až do prosince 1974 byl členem činohry Národního divadla v Praze. V Národním divadle vytvořil role ve více než 70 inscenacích. Od roku 1935 vystupoval rovněž ve filmu, v rozhlase, později byl také činný v dabingu.
V roce 1948 podepsal prokomunistickou výzvu Kupředu, zpátky ni krok!, jež byla vydána dne 25. února 1948 pro podporu komunistického převratu.  V roce 1977 podepsal Antichartu.  

## Ocenění
- 1958 vyznamenání Za vynikající práci
- 1962 zasloužilý člen ND
- 1965 titul zasloužilý umělec

## Televize
- 1972 Bližní na tapetě (TV cyklus mikrokomedií Malé justiční omyly) – role: profesor, primář porodnice (11. příběh: Belle-Mére)
- 1986 Světlo v tmách (TV komedie) – role: profesor Kalous (z cyklu: 3× Eduard Bass)

## Vybrané divadelní role
- 1930 Alfred Savoir: Kateřina Veliká, Velkokníže Petr, (j. h. ), Stavovské divadlo, režie Vojta Novák
- 1933 William Shakespeare: Othello, titul. role, Zemské divadlo Brno
- 1935 Eugene O'Neill: Smutek sluší Elektře, Orin, Zemské divadlo Brno, režie Aleš Podhorský
- 1936 Eugene O'Neill: Toužení pod jilmy, Eben, Zemské divadlo Brno, režie Aleš Podhorský
- 1937 Sofokles: Král Oidipus, titul. role, Zemské divadlo Brno, režie J. Skřivan
- 1938 V. K. Klicpera: Zlý jelen, Ivan, Zemské divadlo Brno
- 1941 M.J.Lermontov: Maškaráda, Arbenin, Zemské divadlo Brno, režie Karel Jernek
- 1943 Viktor Dyk: Zmoudření dona Quijota, titul. role, Divadlo Na poříčí, režie Karel Jernek
- 1943 Jaroslav Vrchlický, Zdeněk Fibich: Námluvy Pelopovy, Myrtillos, Vinohradské divadlo, režie Jiří Plachý
- 1946 Georges Neveux: Theseus Mořeplavec, titul. role, Vinohradské divadlo, režie Jiří Frejka
- 1947 Fráňa Šrámek: Měsíc nad řekou, Hlubina, Komorní divadlo, režie Jaroslav Kvapil
- 1947 William Shakespeare: Sen noci svatojánské, Oberon, Vinohradské divadlo, režie Jiří Frejka
- 1950 V.V.Višněvskij: Nezapomenutelný rok devatenáctý, Potapov, Národní divadlo, režie František Salzer
- 1950 Alois Jirásek: Jan Žižka, Pipo Spano, Národní divadlo, režie Antonín Dvořák
- 1951 A. Kron: Poušť rozkvete, titul.role, Komorní divadlo, režie Ota Ornest
- 1951 William Shakespeare: Othello, Montano, Tylovo divadlo, režie Jan Škoda
- 1952 Anatolij Surov: Zelená ulice, Kondratěv, Tylovo divadlo, režie František Salzer
- 1953 Jan Drda: Hrátky s čertem, Belzebub, Národní divadlo, režie František Salzer
- 1954 William Shakespeare: Benátský kupec, Benátský dože, Tylovo divadlo, režie František Salzer
- 1954 David Berg: Matka Riva, Samuel Freeman, Tylovo divadlo, režie František Salzer
- 1955 A. P. Čechov: Tři sestry, Veršinin, Tylovo divadlo, režie Zdeněk Štěpánek
- 1957 Karel Čapek: Bílá nemoc, Baron Krüg, Národní divadlo, režie František Salzer
- 1958 William Shakespeare: Král Lear, Vévoda albanský, Národní divadlo, režie František Salzer
- 1959 Maxim Gorkij: Rodina Zykovových, Zykov, Tylovo divadlo, režie František Salzer
- 1959 Vsevolod Vitaljevič Višněvskij: Optimistická tragedie, Dlouhý námořník, Národní divadlo, režie Georgij Alexandrovič Tovstonogov. Ocenění – Státní cena Klementa Gottwalda.[5]
- 1959 József Darvas: Spálená křídla, Dr. Virizlay, Tylovo divadlo, režie František Salzer
- 1961 William Shakespeare: Král Lear, Vévoda albanský, Smetanovo divadlo, režie František Salzer
- 1968 Karel Čapek: Bílá nemoc, Baron Krüg, Tylovo divadlo, režie Evžen Sokolovský
- 1971 M. J. Lermontov: Maškaráda, Hráči a hosté, Tylovo divadlo, režie Tibor Rakovský
- 1971 William Shakespeare: Othello, Montano, Tylovo divadlo, režie Václav Hudeček
- 1973 William Shakespeare: Zkrocení zlé ženy, Baptista, Tylovo divadlo, režie Václav Hudeček
- 1974 Antonín Zápotocký: Vstanou noví bojovníci, Šefl, Národní divadlo, režie Miloslav Stehlík
- 1976 Alois Jirásek: Lucerna, Mušketýr, Národní divadlo, režie Josef Mixa
- 1983 J. K. Tyl: Strakonický dudák aneb Hody divých žen, Tomáš, ND – Nová scéna, režie Václav Hudeček

## Rozhlas
- 1955 William Shakespeare: Veselé paničky windsorské - role: pan Vodička, režie: Josef Bezdíček
- 1960 Alfred de Musset: Lorenzaccio, Československý rozhlas, překlad: Karel Kraus, role: kardinál Cibo, režie: Přemysl Pražský[6].